# IMAGE (LUNA SEA의 음반)
《IMAGE》는 LUNA SEA의 2번째 오리지널 앨범이며, 메이저 데뷔작이다. 첫회 한정반은 투명 사이드 라벨 사양이다. 2007년 12월 7일에, 최신 리마스터링 음원 + DVD와의 2매 세트로 유니버설 뮤직에서 재발매되었다. DVD의 내용은 「Dejavu」의 PV이다.

## 개요
메이저 데뷔에 임하여 지금까지와는 규모가 다른 레코딩으로 진행되어 녹음에 즈음해서는 "1000분의 4의 소리의 엇갈림"에까지 신경썼다고 한다. 그 때문에 제작에는 긴 시간이 소비되어 종반에는 시간상의 문제로 스튜디오를 3개나 임대하여 레코딩을 실시했다고 한다.

## 수록곡
※ 공식적으로는 작사, 작곡, 편곡은 밴드의 명의로 표기하고 있으며 본 내용에 명시된 작곡자는 원곡제공자를 나타내는 것이다. (자세한 사항은 LUNA SEA 항목 참조.)
1. CALL FOR LOVE
작곡：스기조 / 작사：류이치
여성의 다중 코러스에 의한 악곡. 곧바로 「Dejavu」로 연결된다.
2. Déjàvu
작곡：스기조 / 작사：류이치
앨범의 대표곡으로 밴드 결성 후 첫 PV로도 만들어졌다. 스기조가 91년의 투어중, 정신적으로 심하게 침체해 전혀 곡을 쓸 수 없었던 시기에 유일하게 반 억지로 만들었다고 하는 곡. 현재까지도 라이브에서의 인기곡으로 계속 연주되고 있다.「LUNA SEA MEMORIAL COVER ALBUM -Re:birth-」로 이 곡을 커버한 무크에 의하면 베이스가 한 프레이즈 안에서 셔플과 그렇지 않은 리듬이 랜덤으로 변해서, 원곡의 느낌을 재현하는 것이 힘들었다고 한다.
3. MECHANICAL DANCE
작곡：J / 작사：류이치
4. WALL
작곡：스기조 / 작사：류이치
5. Image
작곡：이노란 / 작사：류이치
참고로 이 곡의 제목은 「이미지 (イマ-ジュ)」, 앨범의 제목은 「이미지 (イメ-ジ)」라고 하여 따로 구별하고 있다.
6. SEARCH FOR REASON
작곡：스기조 / 작사：류이치
류이치가 LUNA SEA에 가입하고 처음으로 가사를 쓴 곡.
7. IMITATION
작곡：J / 작사：류이치
8. VAMPIRE'S TALK
작곡：이노란 / 작사：류이치
원래는 「FEELING」이라고 하는 곡이었다.
9. SYMPTOM
작곡：스기조 / 작사：류이치
매우 짧은 곡. 곡의 마지막에는 기타를 전기톱으로 절단하는 소리가 들어가 있다.
10. IN MIND
작곡：J / 작사：류이치
LUNA SEA로써는 드문 셔플 넘버.
11. MOON
작곡：스기조 / 작사：류이치
1st앨범 「LUNA SEA」에도 수록되어 있던 곡이지만, 재편곡되어 다시 수록되었다. 구성 및 가사가 추가되어 여성 코러스나 바이올린이 더해졌다. 멤버의 말을 빌자면 「재수록도 리메이크도 아니고, 이 곡의 본래의 모습에 접근하기 위해서」라고 한다.
12. WISH
작곡：J / 작사：류이치 & J
J의 말에 의하면「굉장한 적극적이고, 모두가 따라 부를 수 있도록 한 곡이 통째로 후렴구 같은 곡을 만들고 싶었다」고 한다. 라이브의 마지막에 연주되는 것이 항례였다. 종막 라이브 「THE FINAL ACT」의 2일째에는 라스트에 연주되었다. 라이브 시에는 본 앨범의 수록곡과 다르게 어레인지되어 연주되며 나중에는 라이브에서의 어레인지를 토대로 재녹음 되어 베스트 앨범 PERIOD에 수록된다.